# Perduellio
La perduellio (termine latino) costituisce, nel diritto romano, il delitto contro lo Stato, con contenuto vasto ed eterogeneo, diversamente delineato nel corso dell'evoluzione del diritto penale romano.
Etimologicamente il termine perduellio deriva da duellum (guerra) ed è ricollegabile a perduellis (nemico).

## Casistica
Può essere identificato come l'alto tradimento ed attentato all'ordine costituito dello Stato. La perduellio ricomprendeva essenzialmente un duplice tipo di ipotesi delittuose:
- diserzione e renitenza alla leva o passaggio al nemico in tempo di guerra;
- attentato (in qualsiasi modo perpetrato) all'ordine politico costituito (tra cui l'adfectatio regni).

## Applicazione
Un tribunale speciale, composto dai duoviri perduellionis, si incaricava del processo. La punizione per il colpevole - cui fosse sfavorevole anche la provocatio ad populum - era in origine, secondo parte della dottrina, l'uccisione a bastonate; altra dottrina afferma che il colpevole venisse decapitato.